# Ximian
Ximian (wcześniej Helix Code) – nieistniejąca już firma tworząca otwarte oprogramowanie użytkowe dla systemów Linux i UNIX. Powstała w październiku 1999, a jej założycielami byli Miguel de Icaza i Nat Friedman.
Ximian zajmowała się zarówno tworzeniem, jak i rozwojem już istniejącego oprogramowania otwartoźródłowego. Wszystko to składało się na Ximian Desktop – pakiet zintegrowanych aplikacji open source dla celów biznesowych. Istnieją przebudowane przez Ximian wersje GNOME, OpenOffice.org i Gaim. Innym ważnym osiągnięciem tej firmy jest projekt Mono, „wolne” środowisko zastępujące Microsoft .NET Framework.
4 sierpnia 2003 Ximian została kupiona przez Novell. Firma ciągle rozwija projekty Ximian, dodatkowo poszerzając je o współpracę ze swoimi produktami Groupwise i ZENworks.